# Хан, Амадеус Эммануил
Амадеус Эммануил Хан (нем.  Amadeus-Emmanuel Hahn; 1801—1867) — швейцарский офицер и филэллин, принявший участие в Освободительной войне Греции и дослужившийся в дальнейшем до звания генерала в армии Греческого королевства.
Приближённый баварца короля Оттона и один из главных участников событий предшествовавших бегству короля из Греции и его низложению.

## Биография
Амадеус Хан родился в Берне в 1801 году.
Служил в швейцарских войсках в период 1818—1823 годов.
Получил известность после начала Освободительной войны Греции (1821—1829).

## Филэллин
После того как весной 1821 года разразилась Греческая революция, Хан одним из первых вступил в филэллинский комитет Берна, с целью оказания помощи восставшим грекам.
Толчок для дальнейшего роста движения филэллинизма в Швейцарии был дан после того как в Женеве временно обосновался бывший российский министр, грек Иоанн Каподистрия, ушедший с российской службы чтобы оказать помощь своему народу.
Выбор Каподистрии не был случайным. Он был «благодетелем Швейцарии»:56 и автором её конституции:57, почётным гражданином Женевы, внёсшим вклад в единство страны и «даровавший швейцарцам свободу»:116.
Призыв Каподистрии к швейцарцам оказать помощь восставшим грекам:117, нашёл отзыв у либеральных слоёв населения. Кроме того филэллинское движение было поддержано другом Каподистрии, банкиром Жаном Эйнаром:118
С 1825 года Эйнар возглавил филэллинский комитет Швейцарии:168.
В том же году, по поручению Бернского филэллинского комитета, Хан прибыл в Грецию и вступил в роту филэллинов
Ему удалось поднять дух филэллинов, многие из которых были на грани самоубийства по причине малярии и отсутствия медицинских средств.
В сентябре 1825 года он принял участие в неудавшемся походе полковника Фавье по повторному освобождению Триполи.
В 1826 году принял участие в боях вокруг осаждённого турками Афинского Акрополя и был в числе греческих повстанцев и филэллинов под командованием Фавье прорвавшихся единым рывком через турецкие линии и доставивших на своих плечах продовольствие и боеприпасы защитникам Акрополя.
B результате этого героического прорыва он оказался в числе осаждённых и 6 месяцев вместе с осаждёнными оборонялся при минимальных боеприпасах и страдая от голода.
В дальнейшем принял участие Битве при Фалероне в апреле 1827 года и после поражения повстанцев больным был переправлен на остров Порос.
В конце 1827 года принял участие в боях при Оропо и Фивах, а затем в попытке повстанцев под командованием Фавье освободить остров Хиос.

## После прибытия в Грецию И. Каподистрии

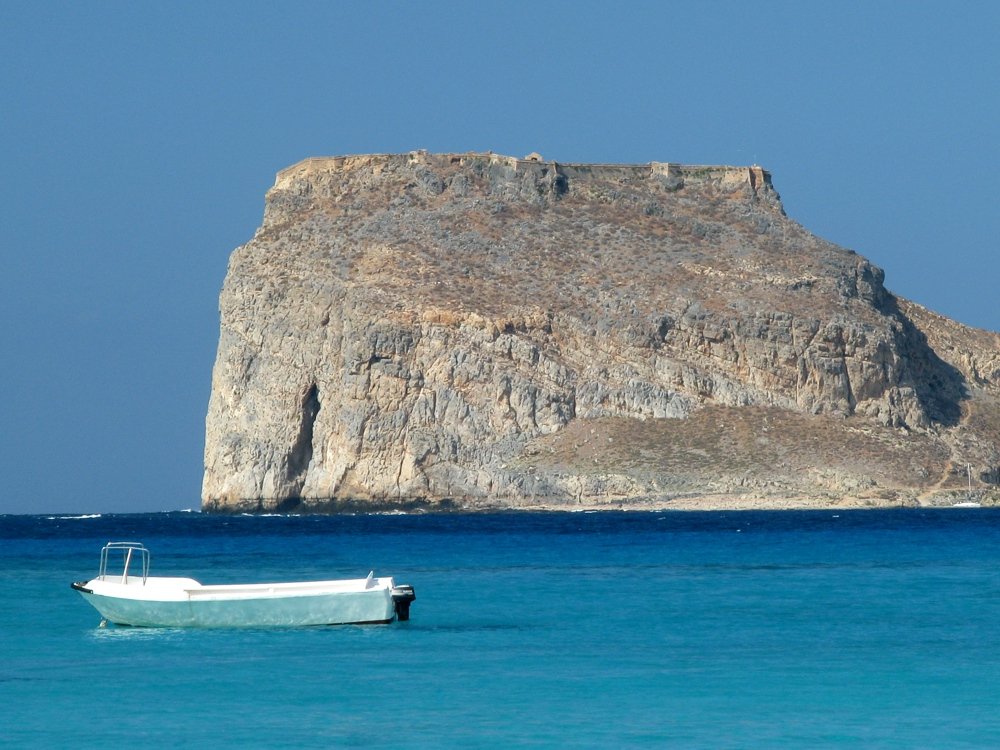
Островок Грамвуса

6 января 1828 года И. Каподистрия прибыл в Нафплион, где принял правление Грецией.
Почти сразу по прибытии в Грецию Каподистрия предпринял шаги для искоренения пиратства, главным оплотом которого был островок Грамвуса у северо-западного побережья Крита.
19 января 1828 года к Грамвусе подошла англо-французская эскадра, на борту кораблей эскадры находился отряд греческих правительственных войск.
Греческие пираты оказали сопротивление, но сдались после мощного артиллерийского обстрела и высадки десанта.
Командиром гарнизона Грамвусы был назначен Хан.
В феврале 1829 году Хан принял также полномочия комиссара греческого правительства на острове Крит, вместо немца барона фон — Райнека:Δ-417.
В октябре 1830 г. греческий гарнизон оставил Грамвусу, поскольку согласно мирным соглашениям Крит остался под властью турок, вне пределов возрождённого Греческого государства.:Δ-39
Одновременно с военной деятельностью Хан написал книгу «Brief des Philhellenen Em. Hahn aus Griechenland» с целью информировать своих соотечественников о положении в Греции.

## Офицер греческой армии
После прекращения военных действий и воссоздания государства Хан остался в Греции и стал официально офицером греческой армии в звании капитана
В 1830 году он стал начальником гарнизона города Патры.
В 1837 году он был назначен командиром 4-го стрелкового батальона.
Восшедший на престол Греции баварец король Оттон окружил себя земляками во всех сферах жизни королевства, включая армию, костяком которой стали наёмники. Наёмники были в основном из немцев (из 5410 наёмников — 3345 были баварцами, 186 пруссаками, 135 австрийцами, включая также 235 швейцарцев), получавших жалованье за счёт займов, предоставленных Оттону при восхождении на трон, за которые Греция расплачивалась и десятилетия спустя.
Восстание греческой армии в сентябре 1843 положило конец абсолютизму.
Когда же казна опустела, большинство наёмных военных покинуло страну, но натурализовавшийся в Греции Хан остался в стране.
В 1843 году был назначен начальником гарнизона Пилоса и в 1844 году был повышен в звание полковника.
В 1845 году по состоянию здоровья он получил отпуск и ненадолго вернулся в Швейцарию.
В октябре того же года Хан женился на прусской баронессе Maria Des Granges (1826—1849), умершей в дальнейшем при родах и похороненной на Первом афинском кладбище.
В 1848 году Хан стал виновником беспорядков в столице, когда, игнорируя тот факт, что с 1843 года в стране была установлена конституционная монархия, он приказал своему батальону выкрикивать у королевского дворца «да здравствует король!». Греческая молодёжь устроила в ответ демонстрации, выкрикивая «да здравствует демократия!».
В 1854 году Хан стал председателем комитета Военного министерства, уполномоченного составить устав армии, а в 1855 году стал адъютантом короля.
В 1857 году был повышен в звание генерал-майора, а в 1860 году был назначен инспектором пехоты.

## «Цена слова Хана»
Роль Хана в событиях 1862 года, предшествовавших изгнанию короля Оттона, была значительной и оценивается в греческой историографии негативно.
Самым известным антимонархическим выступлением этого года было восстание в Нафплионе. Повстанцы прочно удерживали регион и даже начали печатать газету «Эллин конституционалист», редактором которой стал рождённый в Одессе юрист Н. Флогаитис.
Король Оттон назначил Хана командующим экспедиционной армии, направленной против Нафплиона:141, выразив тем самым недоверие офицерам грекам.
Даже Н. Лидорикис, в целом выражавший симпатии королю, писал «была совершена ошибка, командующим был назначен генерал Хан, достойный человек и отличный офицер, но чужеземец, баварец, греки этого никогда не забудут».
Первоначально повстанцам сопутствовал успех. Хану не удалось приступом взять Нафплион. Он начал осаду, ведя одновременно переговоры с повстанцами, трижды дав слово офицера, что участникам восстания гарантирована всеобщая амнистия, которая на поверку оказалась частичной амнистией, «только низшим офицерским чинам».
Историк Д. Фотиадис посвящает в своём труде об изгнании Оттона целую главу под заголовком «Цена слова Хана».
Навплионское восстание и другие выступления 1862 года были подавлены, но это лишь продлило конвульсии монархии Оттона.

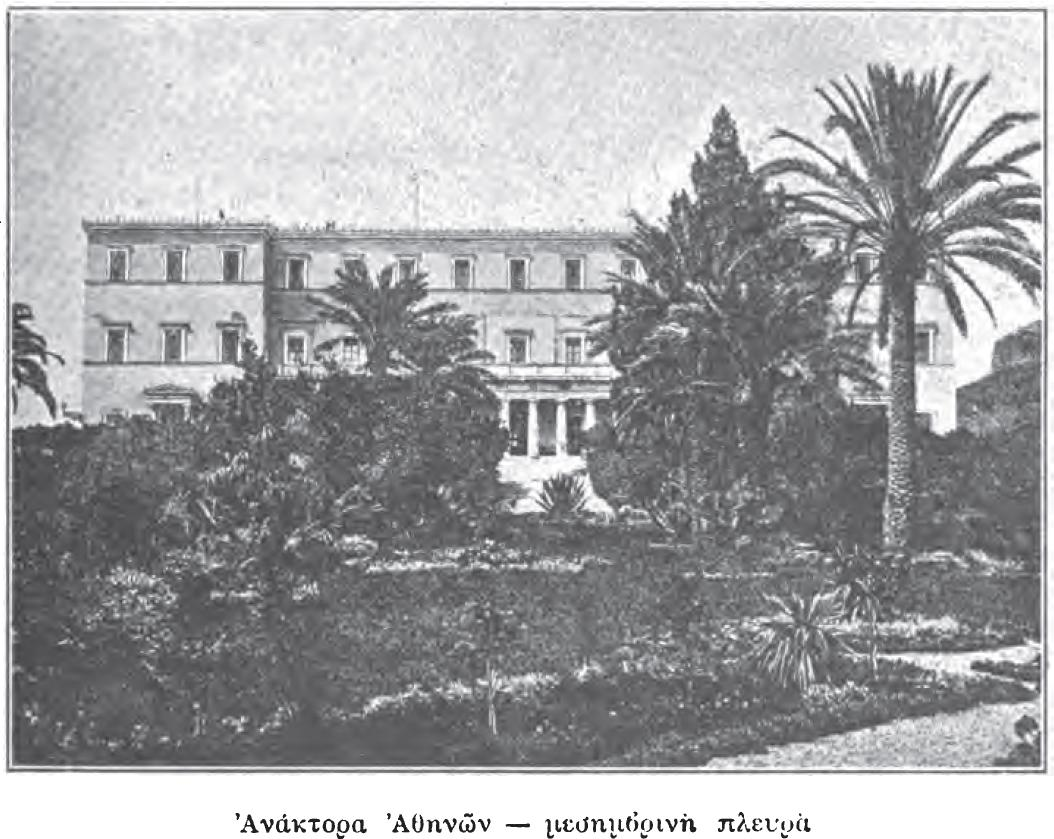
Королевский дворец в 1876 году

10 октября 1862 года король провозгласил свой дворец крепостью, начал свозить туда государственные деньги и ценности и назначил Хана командующим дворца-крепости.
Но, видя бесполезность сопротивления восставшему народу, Хан приказал своим солдатам сдаться.
Он оставался в греческой армии ещё два года.
23 января 1865 года Хан подал в отставку по состоянию здоровья и вернулся в Швейцарию. Умер в Берне 22 июня 1867 года.